# Szürke halkapó
A szürke halkapó (Halcyon chelicuti) a madarak osztályának szalakótaalakúak (Coraciiformes) rendjébe és a jégmadárfélék (Alcedinidae) családjába tartozó faj.

## Rendszerezése
A fajt Edward Smith-Stanley Derby 13. grófja, brit államférfi és ornitológus  írta le 1814-ben, az Alcedo nembe Alaudo chelicuti néven.

## Alfajai
- Halcyon chelicuti chelicuti (Stanley, 1814)
- Halcyon chelicuti eremogiton Hartert, 1921[2]

## Előfordulása
Afrikában, a Szahara alatti területeken honos. Természetes élőhelyei a szubtrópusi és trópusi száraz erdők, gyepek, szavannák, cserjések, valamint szántóföldek,  és legelők. Állandó, nem vonuló faj.

## Megjelenése
Testhossza 17 centiméter, testtömege 30-50 gramm.
|  |

## Természetvédelmi helyzete
Az elterjedési területe rendkívül nagy, egyedszáma pedig stabil. A Természetvédelmi Világszövetség Vörös listáján nem fenyegetett fajként szerepel.